# Erny-Saint-Julien
Erny-Saint-Julien est une commune française située dans le département du Pas-de-Calais en région Hauts-de-France. Ses habitants sont appelés les Ernisiens.
La commune fait partie de la communauté d'agglomération du Pays de Saint-Omer qui regroupe 53 communes et compte 104 937 habitants en 2021.

## Géographie

### Localisation
Localisée dans l'est du département du Pas-de-Calais, Erny-Saint-Julien est une commune de la vallée de la Laquette située, à vol d'oiseau, à 18 km au sudt de la commune de Saint-Omer (chef-lieu d'arrondissement).
Le territoire de la commune est limitrophe de ceux de six communes.
Les communes limitrophes sont  Bomy, Delettes, Enguinegatte, Enquin-les-Mines, Enquin-lez-Guinegatte et Fléchin.

### Géologie et relief
La superficie de la commune est de 5,41 km2 ; son altitude varie de 66  à   173 m.

### Hydrographie
Le territoire de la commune est situé dans le bassin Artois-Picardie.
La commune est drainée par la Laquette, cours d'eau naturel non navigable de 23,39 km, qui prend sa source dans la commune de Beaumetz-lès-Aire et se jette dans la Lys au niveau de la commune d'Aire-sur-la-Lys.

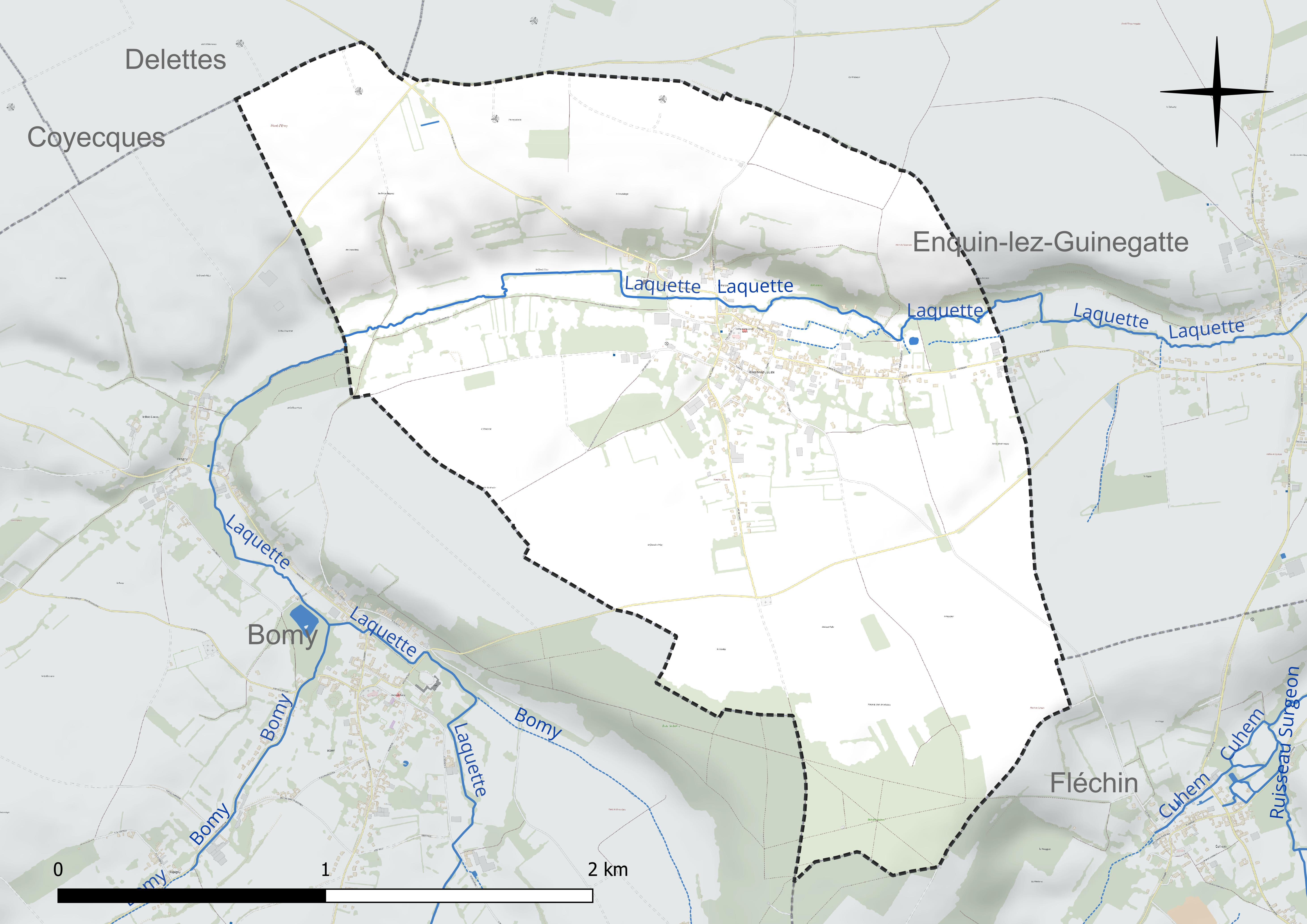
Réseau hydrographique d'Erny-Saint-Julien.

### Climat
Pour des articles plus généraux, voir Climat des Hauts-de-France et Climat du Pas-de-Calais.
En 2010, le climat de la commune est de type climat océanique franc, selon une étude du CNRS s'appuyant sur une série de données couvrant la période 1971-2000. En 2020, Météo-France publie une typologie des climats de la France métropolitaine dans laquelle la commune est exposée à un climat océanique et est dans la région climatique Côtes de la Manche orientale, caractérisée par un faible ensoleillement (1 550 h/an) ; forte humidité de l’air (plus de 20 h/jour avec humidité relative > 80 % en hiver), vents forts fréquents.
Pour la période 1971-2000, la température annuelle moyenne est de 10,2 °C, avec une amplitude thermique annuelle de 13,4 °C. Le cumul annuel moyen de précipitations est de 876 mm, avec 13,1 jours de précipitations en janvier et 8,6 jours en juillet. Pour la période 1991-2020, la température moyenne annuelle observée sur la station météorologique la plus proche, située sur la commune de Fiefs à 10 km à vol d'oiseau, est de 10,4 °C et le cumul annuel moyen de précipitations est de 1 070,6 mm,. Pour l'avenir, les paramètres climatiques de la commune estimés pour 2050 selon différents scénarios d'émission de gaz à effet de serre sont consultables sur un site dédié publié par Météo-France en novembre 2022.

### Milieux naturels et biodiversité

#### Espèces faunistiques et floristiques
Le site de l’Inventaire national du patrimoine naturel (INPN) recense 257 espèces faunistiques et floristiques sur le territoire de la commune dont 5 protégées et 5 taxons (espèces et sous-espèces) menacées et quasi-menacées.

## Urbanisme

### Typologie
Au 1er janvier 2024, Erny-Saint-Julien est catégorisée commune rurale à habitat dispersé, selon la nouvelle grille communale de densité à sept niveaux définie par l'Insee en 2022.
Elle est située hors unité urbaine. Par ailleurs la commune fait partie de l'aire d'attraction de Saint-Omer, dont elle est une commune de la couronne,. Cette aire, qui regroupe 79 communes, est catégorisée dans les aires de 50 000 à moins de 200 000 habitants,.

### Occupation des sols
L'occupation des sols de la commune, telle qu'elle ressort de la base de données européenne d’occupation biophysique des sols Corine Land Cover (CLC), est marquée par l'importance des territoires agricoles (87 % en 2018), une proportion sensiblement équivalente à celle de 1990 (87,1 %). La répartition détaillée en 2018 est la suivante : 
terres arables (59,3 %), prairies (27,6 %), zones urbanisées (7,8 %), forêts (5,2 %). L'évolution de l’occupation des sols de la commune et de ses infrastructures peut être observée sur les différentes représentations cartographiques du territoire : la carte de Cassini (XVIIIe siècle), la carte d'état-major (1820-1866) et les cartes ou photos aériennes de l'IGN pour la période actuelle (1950 à aujourd'hui).

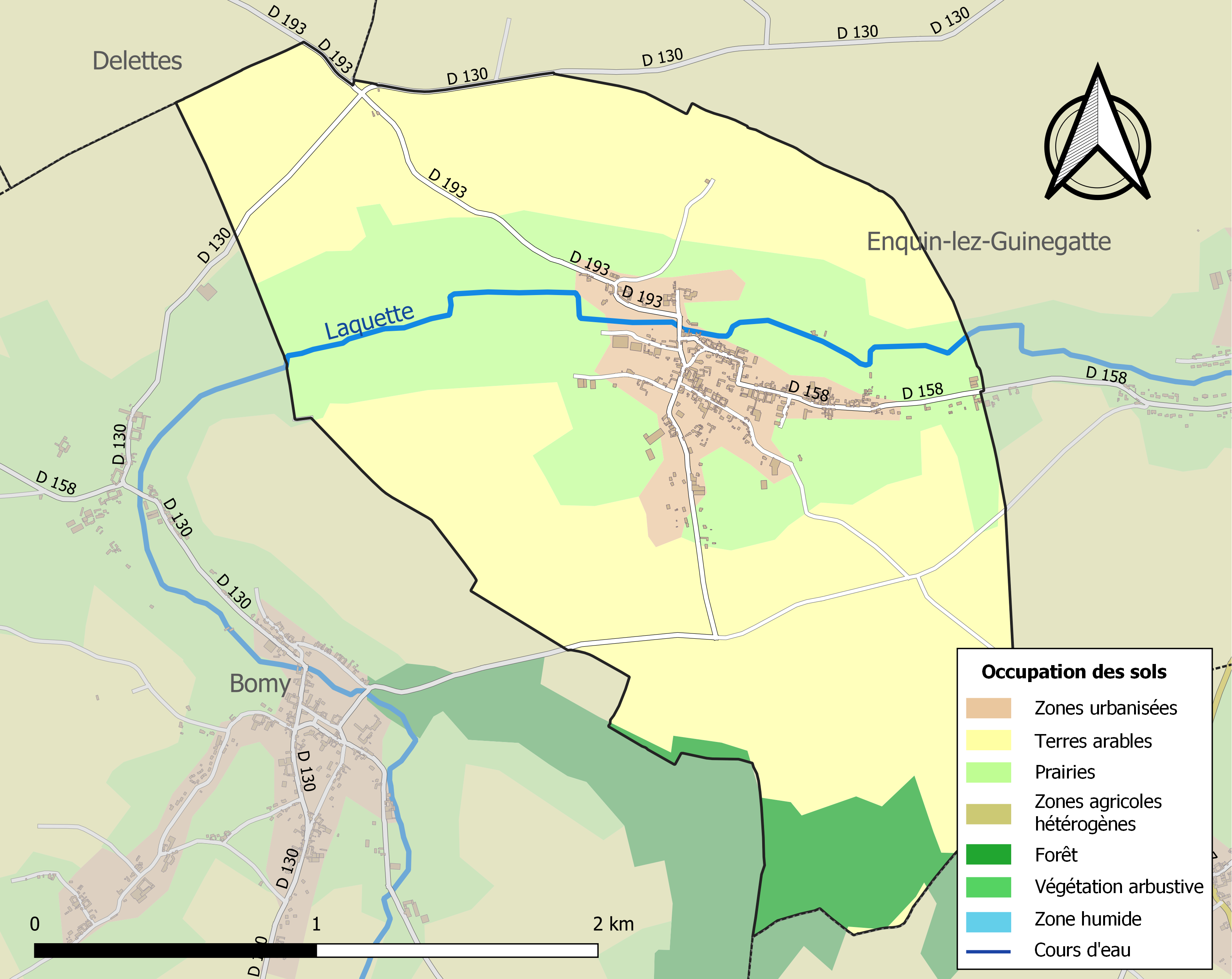
Carte des infrastructures et de l'occupation des sols de la commune en 2018 (CLC).

### Voies de communication et transports

#### Voies de communication
La commune est desservie par les routes départementales D 130, D 158 et D 193 et est située à 13 km, au sud, de la sortie no 4 de l'autoroute A 26, aussi appelé autoroute des Anglais, reliant Calais à Troyes.

#### Transport ferroviaire
La commune se trouve à 25 km, au sud, de la gare de Saint-Omer, située sur les lignes de Lille aux Fontinettes et de Saint-Omer à Hesdigneul, desservie par des trains TER Hauts-de-France.

## Toponymie
Le nom de la localité est attesté sous les formes Herny en 1163 ; Herni en 1180 ; Erni en 1187 ; Eregni et Ergi en 1248 ; Ergny-dessous-Bommy en 1353 ; Arny-en-Artois en 1469 ; Hargnies en 1738 ; Ergny-Saint-Julien en 1761 ; Eruy Saint Julien en 1793 ; Eruy-Saint-Julien et Erny-Saint-Julien depuis 1801.
Ernest Nègre voit dans le nom d'Erny l'anthroponyme germanique masculin Arno, devenu par la suite Ern, augmenté du suffixe gallo-romain -(i)acum « domaine (de) », soit le « domaine d'Arno ».
Fut ajouté au XVIIIe siècle l'hagiotoponyme de Saint-Julien, patron de la paroisse locale, afin de faire la différence avec la commune d'Ergny située à près de 20 km.
Arny-Saint-Julien en picard et Erni en flamand.

## Histoire
Ce village était l'une des sept châtellenies du comté de Saint-Pol dès le XIIe siècle, avec le titre de comté ; il avait un château fort que les Français détruisirent en 1638, après avoir levé le siège de Saint-Omer.
En 1217, Baudouin d'Erny est un des douze pairs de l'évêque de Thérouanne.

## Politique et administration

### Découpage territorial
La commune se trouve dans l'arrondissement de Saint-Omer du département du Pas-de-Calais, depuis 1801.

#### Commune et intercommunalités
La commune est membre de la communauté d'agglomération du Pays de Saint-Omer.

#### Circonscriptions administratives
La commune est rattachée au canton de Fruges. Avant le redécoupage cantonal de 2014, elle était, depuis 1801, rattachée au canton de Fauquembergues.

#### Circonscriptions électorales
Pour l'élection des députés, la commune fait partie de la sixième circonscription du Pas-de-Calais.

### Élections municipales et communautaires

#### Liste des maires
| Période                                  | Période  | Identité           | Étiquette | Qualité                                                                                     |
| ---------------------------------------- | -------- | ------------------ | --------- | ------------------------------------------------------------------------------------------- |
| Les données manquantes sont à compléter. |          |                    |           |                                                                                             |
| 1995                                     | En cours | Jean-Claude Dupont |           | Retraité d'Arc international Réélu pour le mandat 2014-2020, Réélu pour le mandat 2020-2026 |

## Équipements et services publics

### Justice, sécurité, secours et défense
La commune dépend du tribunal judiciaire de Saint-Omer, du conseil de prud'hommes de Saint-Omer, de la cour d'appel de Douai, du tribunal de commerce de Boulogne-sur-Mer, du tribunal administratif de Lille, de la cour administrative d'appel de Douai, du pôle nationalité du tribunal judiciaire de Boulogne-sur-Mer et du tribunal pour enfants de Saint-Omer.

## Population et société

### Démographie
Les habitants de la commune sont appelés les Ernisiens.

#### Évolution démographique
L'évolution du nombre d'habitants est connue à travers les recensements de la population effectués dans la commune depuis 1793. Pour les communes de moins de 10 000 habitants, une enquête de recensement portant sur toute la population est réalisée tous les cinq ans, les populations de référence des années intermédiaires étant quant à elles estimées par interpolation ou extrapolation. Pour la commune, le premier recensement exhaustif entrant dans le cadre du nouveau dispositif a été réalisé en 2005.

En 2022, la commune comptait 337 habitants, en évolution de +2,74 % par rapport à 2016 (Pas-de-Calais : −0,72 %, France hors Mayotte : +2,11 %).
| 1793 | 1800 | 1806 | 1821 | 1831 | 1836 | 1841 | 1846 | 1851 |
| ---- | ---- | ---- | ---- | ---- | ---- | ---- | ---- | ---- |
| 273  | 312  | 327  | 333  | 370  | 380  | 387  | 389  | 392  |

| 1856 | 1861 | 1866 | 1872 | 1876 | 1881 | 1886 | 1891 | 1896 |
| ---- | ---- | ---- | ---- | ---- | ---- | ---- | ---- | ---- |
| 379  | 392  | 402  | 408  | 464  | 500  | 497  | 500  | 460  |

| 1901 | 1906 | 1911 | 1921 | 1926 | 1931 | 1936 | 1946 | 1954 |
| ---- | ---- | ---- | ---- | ---- | ---- | ---- | ---- | ---- |
| 448  | 476  | 506  | 530  | 484  | 474  | 449  | 415  | 403  |

| 1962 | 1968 | 1975 | 1982 | 1990 | 1999 | 2005 | 2006 | 2010 |
| ---- | ---- | ---- | ---- | ---- | ---- | ---- | ---- | ---- |
| 376  | 348  | 317  | 312  | 301  | 288  | 287  | 283  | 328  |

| 2015 | 2020 | 2022 | - | - | - | - | - | - |
| ---- | ---- | ---- | - | - | - | - | - | - |
| 326  | 335  | 337  | - | - | - | - | - | - |

#### Pyramide des âges
La population de la commune est relativement jeune.
En 2018, le taux de personnes d'un âge inférieur à 30 ans s'élève à 36,4 %, soit en dessous de la moyenne départementale (36,7 %). À l'inverse, le taux de personnes d'âge supérieur à 60 ans est de 28,9 % la même année, alors qu'il est de 24,9 % au niveau départemental.
En 2018, la commune comptait 167 hommes pour 161 femmes, soit un taux de 50,91 % d'hommes, largement supérieur au taux départemental (48,5 %).
Les pyramides des âges de la commune et du département s'établissent comme suit.
| Hommes | Classe d’âge | Femmes |
| ------ | ------------ | ------ |
| 0,0    | 90 ou +      | 1,8    |
| 8,8    | 75-89 ans    | 12,2   |
| 17,0   | 60-74 ans    | 18,3   |
| 20,5   | 45-59 ans    | 15,9   |
| 15,2   | 30-44 ans    | 17,7   |
| 14,6   | 15-29 ans    | 19,5   |
| 24,0   | 0-14 ans     | 14,6   |

| Hommes | Classe d’âge | Femmes |
| ------ | ------------ | ------ |
| 0,5    | 90 ou +      | 1,6    |
| 5,6    | 75-89 ans    | 8,9    |
| 16,7   | 60-74 ans    | 18,1   |
| 20,2   | 45-59 ans    | 19,2   |
| 18,9   | 30-44 ans    | 18,1   |
| 18,2   | 15-29 ans    | 16,2   |
| 19,9   | 0-14 ans     | 17,9   |

## Culture locale et patrimoine

### Lieux et monuments
- L'église Saint-Julien. Elle héberge 7 éléments patrimoniaux, répertoriés dans la base Palissy, inscrits au titre d'objet des monuments historiques[33].
- Le monument aux morts[34].

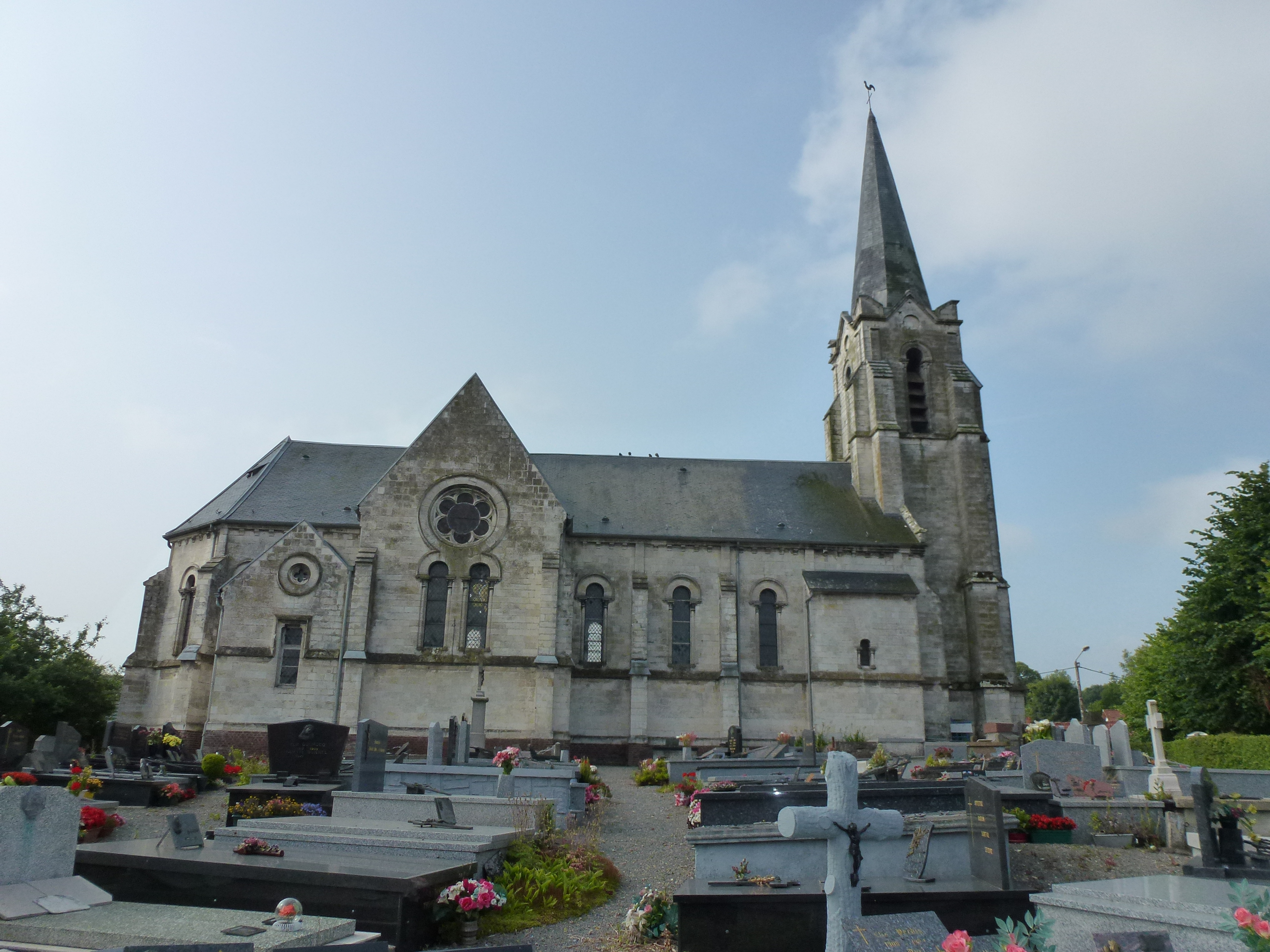
L'église Saint-Julien.
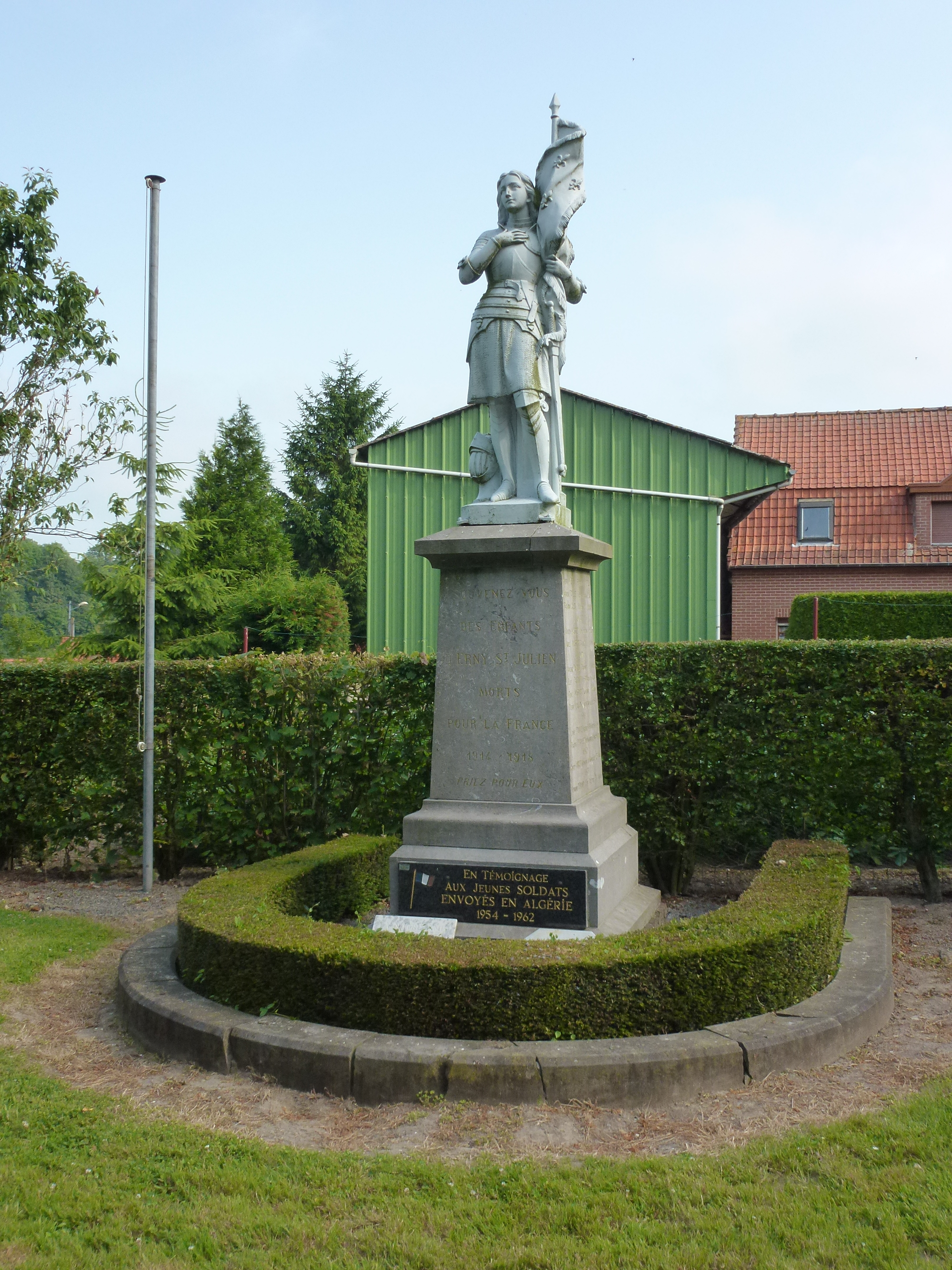
Le monument aux morts.
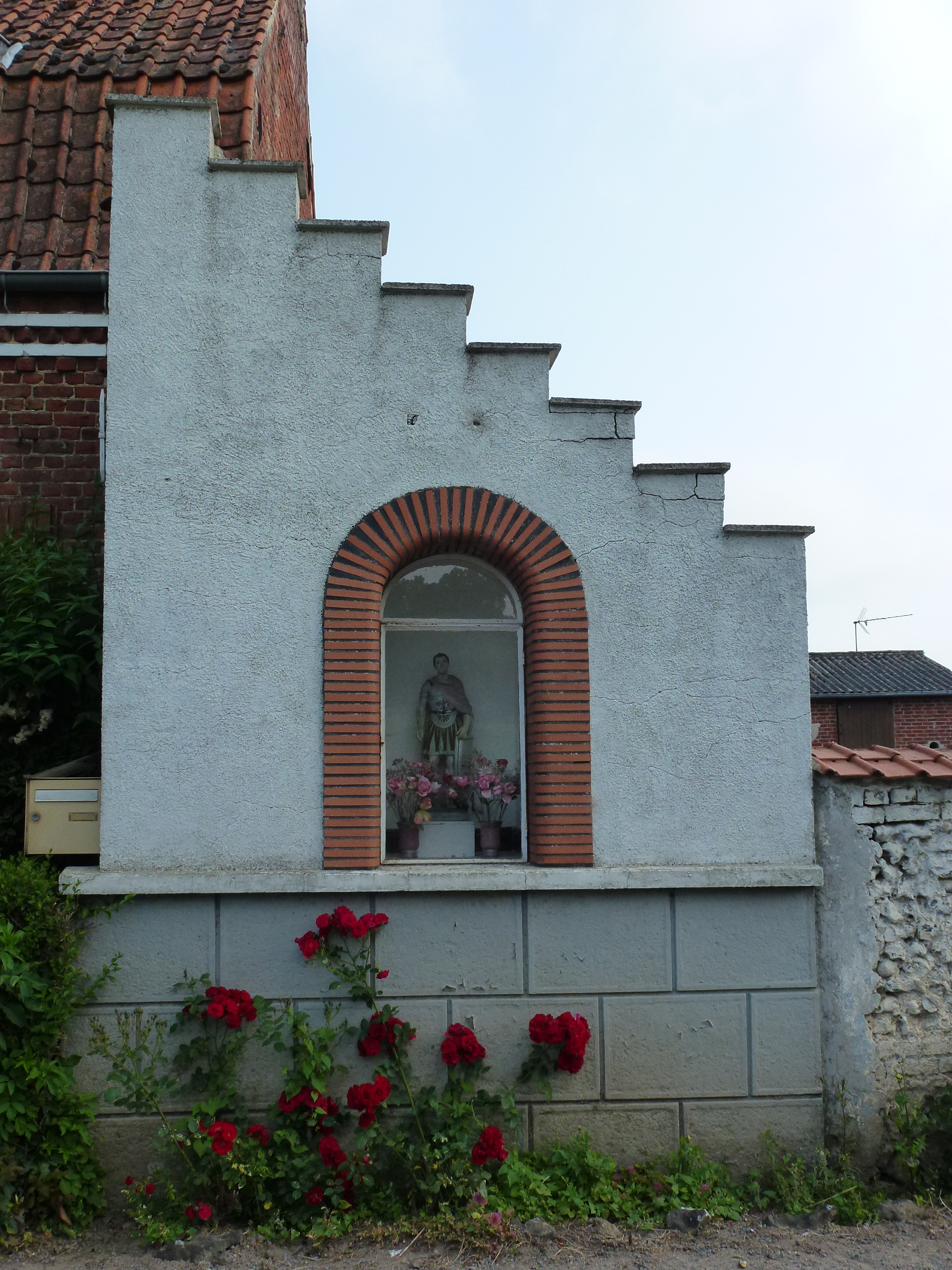
La chapelle Saint-Julien.

### Héraldique
| Blason de Erny-Saint-Julien | Blason  | De gueules au chevron chargé de cinq mouchetures d'hermine de sable et accompagné de trois étoiles d'argent percées du champ.                                 |
| Blason de Erny-Saint-Julien | Détails | Armes de la branche d'Esquelbecq de la famille de Ghistelles, dont étaient issus d'anciens seigneurs d'Erny. Le statut officiel du blason reste à déterminer. |

## Pour approfondir